# Andaluzit
Andaluzit je aluminijski nezosilikatni mineral, s kemijskom formulom Al2SiO5. Njegov varijetet hijastolit često sadrži tamne inkluzije ugljena ili gline koje tvore u njemu oblik slova X ili križa.
Prozirni varijeteti pronađeni su u Andaluziji, Španjolska, i mogu se rezati u zanimljivo drago kamenje. Brušeni andaluziti pokazuju igru boja - crvena, zelena i žuta - što sliči na slabiji oblik iridiscencije, iako su ove boje zapravo rezultat neuobičajeno jakog pleokroizma.

## Nalazišta
Andaluzit je čest mineral metamorfnih stijena koje su nastale pod visokim pritiskom i/ili temperaturama. Minerali kijanit i silimanit su polimorfi andaluzita i svaki se pojavljuje pod različitm temperaturnim i tlačnim uvjetima pa ih, stoga, rijetko nalazimo sva tri zajedno u nekoj stijeni. Zbog toga su ova tri minerala vrlo koristni indikatori p-T uvjeta nastanka stijena u kojima su nađeni.
Prvi andaluziti su pronađeni u Andaluziji, Španjolska, 1789. godine, i po toj regiji su i dobili ime.
Ima ga u Hrvatskoj, na Moslavačkoj gori.

## Slični minerali
Polimorfi:
- Kijanit
- Sillimanit

Varijetet:
- Hijastolit

## Alteracije
Pri izuzetno visokim temperaturama i andaluzit i oba njegova polimorfa mogu prijeći u mulit, Al6Si2O13.

## Vanjske poveznice
Mineral Galleries (engl.)